# Гашербрум I
Гашербрум I, Хидден-пик (англ. Hidden Peak — «Скрытый пик, K5»; урду گاشر برم -1; кит. трад. 加舒爾布魯木I峰, кит. упр. 加舒尔布鲁木I峰, пиньинь Jiāshūěrbùlǔmù I Fēng) — горная вершина в Каракоруме.
Высота над уровнем моря 8080 м — одиннадцатый по высоте восьмитысячник мира.

## География
Гора Хидден-пик находится в Кашмире, в контролируемых Пакистаном Северных территориях на границе с Китаем (Синьцзян-Уйгурский автономный район).
Вершина расположена на юго-востоке Каракорума.
Относится к горному хребту Балторо Музтаг.
Входит в многовершинный горный массив Гашербрум.
Высота Хидден-пика 8080 м — высочайшая вершина горного массива Гашербрум, вторая по высоте вершина Каракорума и одиннадцатый по высоте восьмитысячник мира.
На северо-западе от Хидден-пика высится вершина 7772 м, замыкающая горный массив Гашербрум, а на юго-западе вершина 7784 м, которую одни исследователи и альпинисты называют предвершиной Хидден-пика, а другие его плечом.

## Этимология
Название «Хидден-пик» (англ. Hidden Peak — «Скрытый пик») дано одним из первых исследователей Каракорума У.М. Конвеем.
Основанием для такого названия послужило то, что из верховьев ледника Балторо, откуда подходят пути к этому участку хребта Каракорум, эта вершина не видна, так как закрыта мощными отрогами.

## История восхождений
- 1934 год — Вокруг массива горы обошли участники международной экспедиции под руководством известного знатока Гималаев и Каракорума Гюнтера Оскара Диренфурта; при этом была достигнута высота около 6300 м.
- 1936 год — Первая французская гималайская экспедиция (руководитель — Анри де Сегонь) делает попытку восхождения на вершину с юга, однако достигает только лишь отметки в 6900 м.
- 1958 год — 5 июля участники американской экспедиции Пит Шенинг и Эндрю Кауфман совершают первое в истории восхождение на вершину по юго-восточному ребру[3].
- 1975 год — вершины в альпийском стиле (без предварительной обработки маршрута и установки промежуточных лагерей) достигают Райнхольд Месснер и Петер Хабелер.

Восхождение было осуществлено по новому маршруту (по Северной стене).
- 1984 год — Райнхольд Месснер повторно покоряет Хидден-пик, осуществив траверс Хидден-пик — Гашербрум II (8035 м).
- 2012 год — Первое зимнее восхождение на Гашербрум I польской экспедиции Артура Хайзера. 9 марта в 8-30 утра по местному времени альпинисты Адам Белецки и Януш Голаб поднялись на вершину Хидден-Пика с северо-запада по «японскому кулуару».[4][5]
- 2013 год — 7 июля во время попытки восхождения, при спуске по Японскому кулуару погиб Артур Хайзер — выдающийся польский альпинист-высотник.[6].